# Aeropuerto de Magdalena
Aeropuerto de Magdalena (IATA: MGD, OACI: SLMG) es un aeropuerto que da servicio a Magdalena, una ciudad en el río Itonomas en el Departamento de Beni de Bolivia.
La pista está en el borde occidental de la ciudad. La Baliza no direccional Magdalena (Ident: MGD) se encuentra en el campo.